# Veranda

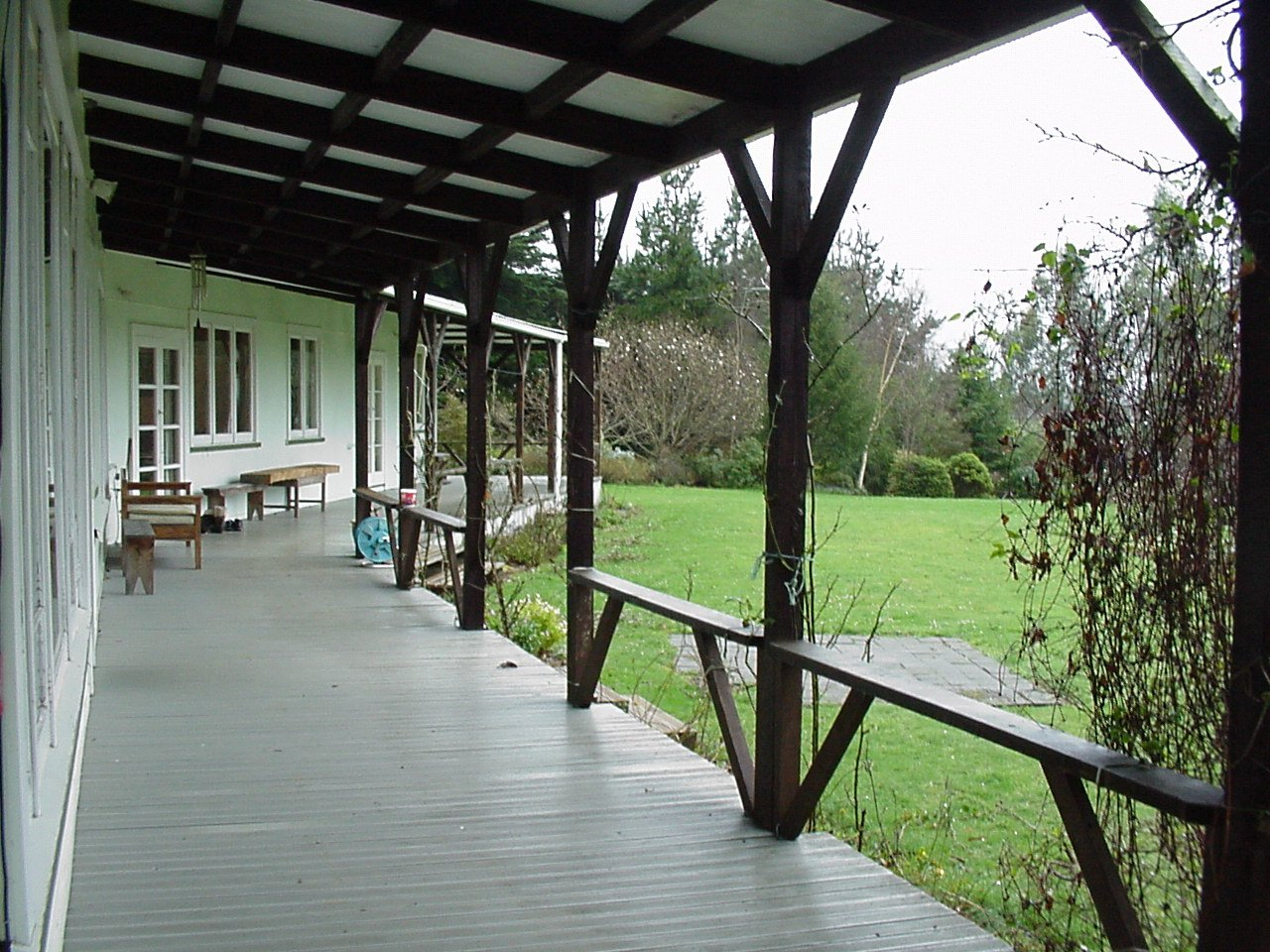
Veranda

Veranda je zastřešená, prosklená nebo otevřená část bytu, domu, chaty nebo chalupy obvykle ve formě přístavby nebo okrajové části stavby. Nejčastěji se vyskytuje u objektů, které jsou určeny pro odpočinek, relaxaci a rekreaci osob, jako jsou rekreační chalupy, chaty či horské boudy. U běžných obytných domů se tato stavební část vyskytuje pouze zřídka. Veranda nebývá obvykle nijak vytápěna. U některých objektů může veranda plynule přecházet ve vyhlídkovou terasu, zahradní altán či pergolu apod.